# Trichesthes chinanteca
Trichesthes chinanteca är en skalbaggsart som beskrevs av Moron och Nogueira 1997. Trichesthes chinanteca ingår i släktet Trichesthes och familjen Melolonthidae. Inga underarter finns listade i Catalogue of Life.